# Olympische Sommerspiele 2008/Teilnehmer (Malta)
| Gelbes Symbol für Goldmedaillen mit stilisierten Olympischen Ringen | Graues Symbol für Silbermedaillen mit stilisierten Olympischen Ringen | Braundes Symbol für Bronzemedaillen mit stilisierten Olympischen Ringen |
| ------------------------------------------------------------------- | --------------------------------------------------------------------- | ----------------------------------------------------------------------- |
| —                                                                   | —                                                                     | —                                                                       |

Malta hat bei den Olympischen Sommerspielen 2008 in Peking mit sechs Athleten  teilgenommen. Das maltesische Team wird durch das Malta Olympic Committee benannt. 

## Teilnehmer nach Sportart

### Judo
- Marcon Bezzina
Damen, Halbmittelgewicht

### Leichtathletik
- Charlene Attard
Damen
- Nicolai Portelli
Herren

### Schießen
- William Chetcuti
Herren, Doppeltrap

### Schwimmen
- Ryan Gambin
Herren
- Madeleine Scerri
Damen